# Orchis ×angusticruris
Orchis ×angusticruris is een Europese orchidee. Het is een veel voorkomende natuurlijke hybride (ook wel nothospecies genoemd) van de purperorchis (Orchis pupurea) en de aapjesorchis (O. simia).

## Naamgeving enetymologie
- Synoniemen: Orchis ×angusticruris Franch. ex Humn., Orchis ×weddellii E.G.Camus, Orchis ×pseudomilitaris Hy, Orchis ×gelmiana Dalla Torre & Sarnth., Orchis ×franchetii E.G.Camus, Orchis ×angusticruris n-var. weddelii (E.G.Camus) Rouy, Orchis ×angusticruris n-var. pseudomilitaris (Hy) Rouy, Orchis ×angusticruris n-var. franchetii (E.G.Camus) Rouy

De botanische naam Orchis is Oudgrieks, afkomstig van Theophrastus, en betekent teelbal, naar de dubbele wortelknol.

## Kenmerken
O. ×angusticruris is een natuurlijke intragenerische hybride, het resultaat van een kruising tussen twee soorten van hetzelfde geslacht. Zoals bij de meeste orchideeënhybriden, vertoont O. ×angusticruris intermediaire kenmerken, tussen die van beide oudersoorten inliggend. Zelden zijn bepaalde kenmerken onmiskenbaar van een van beide ouders afkomstig. Die samenstelling van kenmerken is dikwijls verschillend van plant tot plant; de variabiliteit van de kenmerken is dus veel groter dan bij de oudersoorten.
Meestal vertoont O. ×angusticruris de kleuren van de purperorchis (O. purpurea) in combinatie met de smalle, diep gedeelde bloemlip van de aapjesorchis (O. simia).

## Verspreiding en voorkomen
O. ×angusticruris komt plaatselijk voor in heel Europa, vooral in het Middellandse Zeegebied, van Portugal tot in de Kaukasus, daar waar de beide oudersoorten samen voorkomen.
In Frankrijk is de soort vrij zeldzaam en slechts in enkele departementen te vinden.

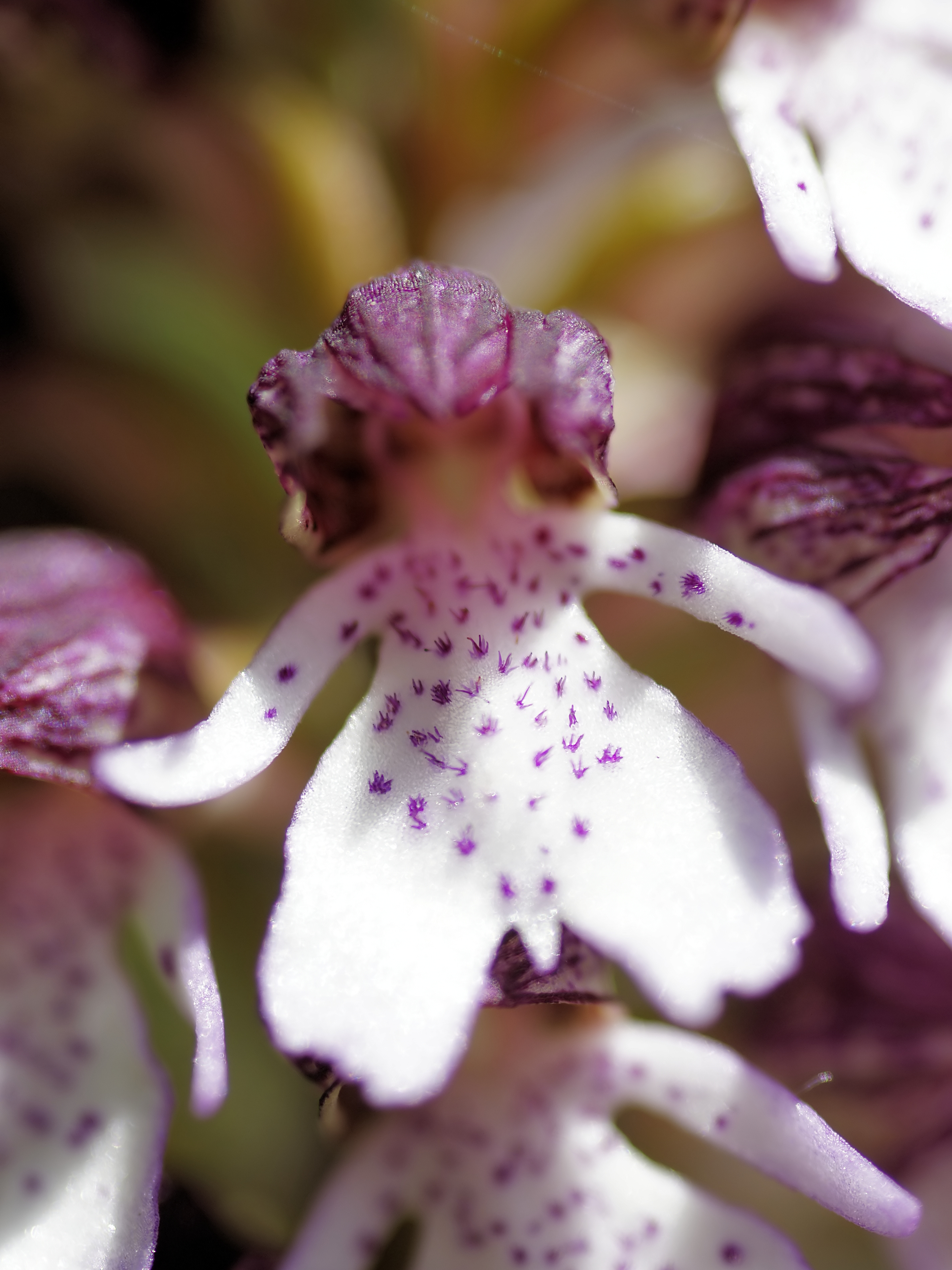
Purperorchis (Orchis purpurea)
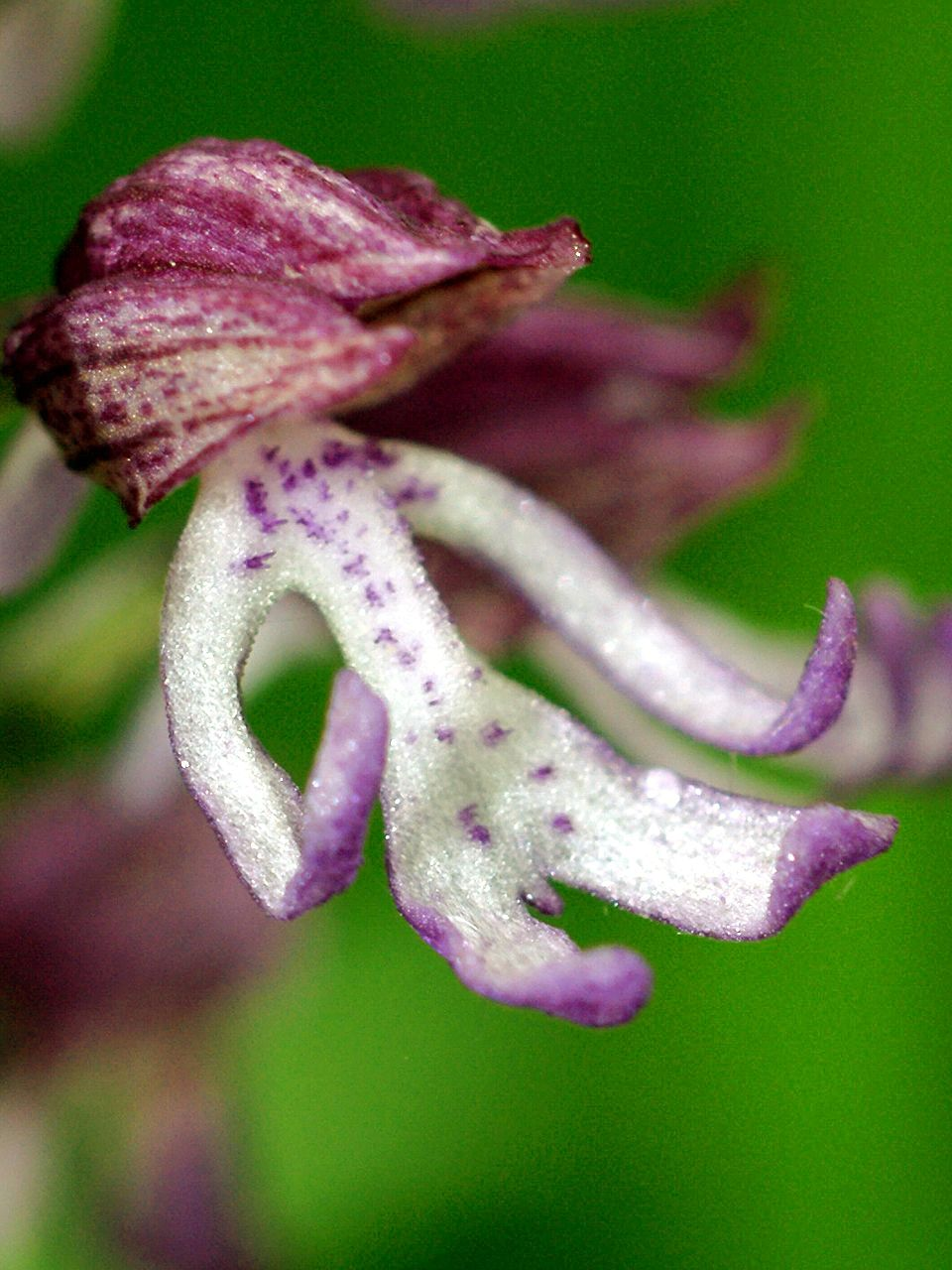
Orchis ×angusticruris
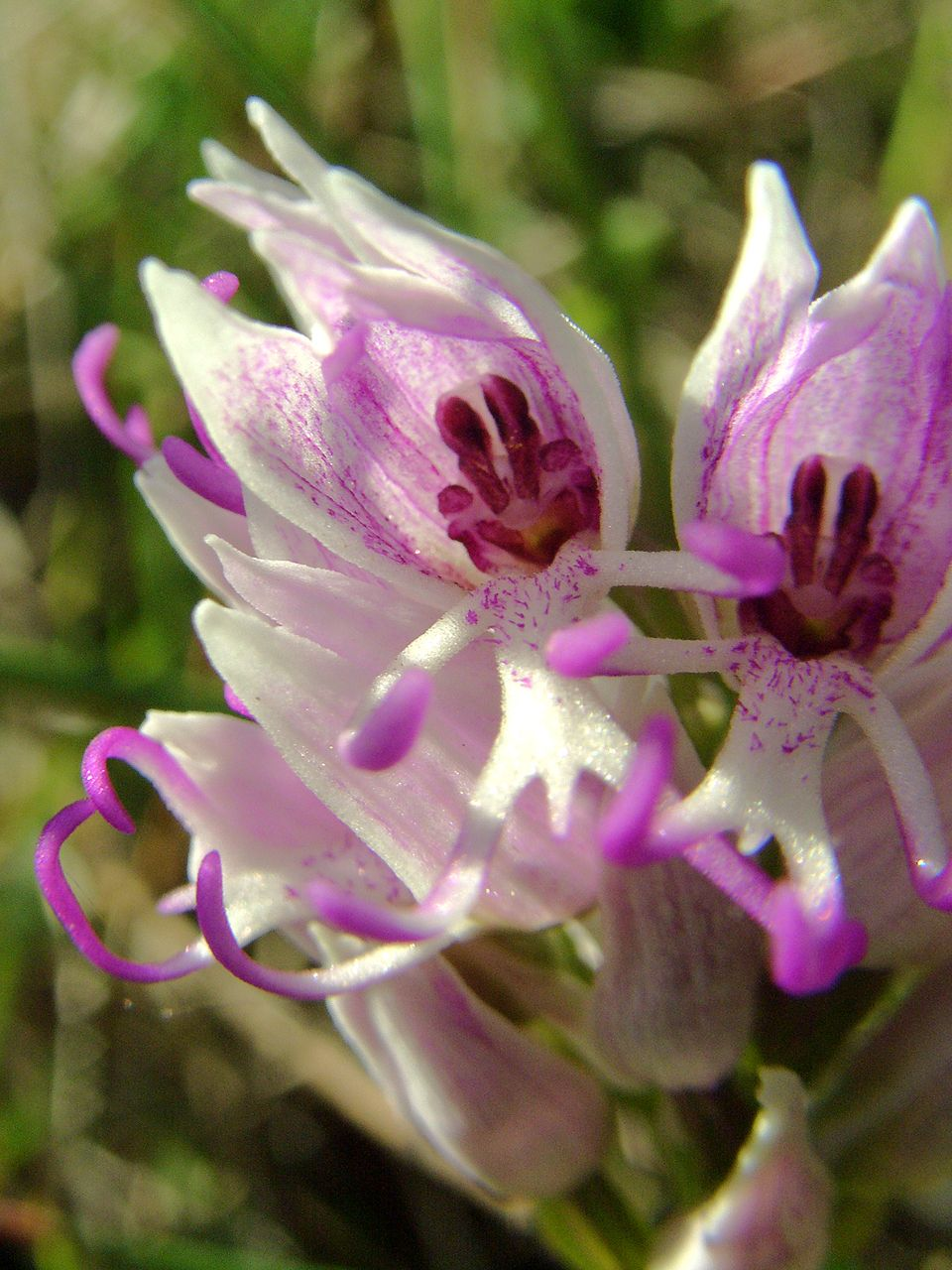
Aapjesorchis (Orchis simia)

Sectie: Masculae

O. anatolica · 
O. brancifortii · 
O. canariensis · 
O. cazorlensis · 
O. ichnusae · 
O. laeta · 
O. langei · 
O. ligustica · 
O. mascula (Mannetjesorchis) · 
O. olbiensis (Kleine mannetjesorchis) · 
O. ovalis · 
O. pallens (Bleke orchis) · 
O. patens · 
O. pauciflora · 
O. pinetorum · 
O. prisca · 
O. provincialis (Stippelorchis) · 
O. quadripunctata · 
O. scopulorum · 
O. sitiaca · 
O. spitzelii · 
O. tenera · 
O. troodi

Sectie: Orchis

O. adenocheilae · 
O. anthropophora (Poppenorchis) · 
O. caucasica · 
O. galilaea · 
O. italica · 
O. militaris (Soldaatje) · 
O. punctulata · 
O. purpurea (Purperorchis) · 
O. simia (Aapjesorchis) · 
O. stevenii · 
O. taubertiana

Hybrides

O. ×angusticruris · 
O. ×hybrida · 
O. ×sezikiana · 
×Orchiaceris melsheimeri 